# Eudo Giulioli
Eudo Giulioli (Contea di Racine 1913 – Kruja, 5 agosto 1943) è stato un militare italiano, decorato di Medaglia d'oro al valor militare alla memoria nel corso della seconda guerra mondiale.

## Biografia
Nacque nella contea di Racine, Wisconsin (Stati Uniti d'America), nel 1913, figlio di Giovanni. Ritornato in Italia divenne insegnante di educazione fisica a Torino, dove frequentava la facoltà di giurisprudenza della locale università. Nel 1937 fu arruolato nel Regio Esercito, ammesso a frequentare la Scuola di applicazione di cavalleria di Pinerolo in qualità di ufficiale di complemento, ottenendo la nomina a sottotenente nel 1938. Assegnato in servizio al 1º Reggimento "Nizza Cavalleria", fu posto in congedo alla fine dello stesso anno. All'atto dell'entrata in guerra del Regno d'Italia, avvenuta il 10 giugno 1940, fu richiamato in servizio attivo in forza al 12º Reggimento "Cavalleggeri di Saluzzo" di stanza a Pordenone. Promosso tenente nel gennaio 1942, fu brevemente in servizio al 3º Reggimento "Savoia Cavalleria", per passare poi al 19º Reggimento "Cavalleggeri Guide" di stanza in Albania. Assegnato al 3º Squadrone autocarrato, cadde in combattimento il 5 agosto, quando partì da Tirana per liberare un gruppo dei Reggimento "Lancieri di Firenze" accerchiato da forze ribelli sulla via di Burrely presso Ciafa Stkames-Kruya. Raggiunta la zona si lanciò nello scontrò, subentrando nel comando al sottotenente Giovanni Bonetto, caduto nell'azione, rimanendo anch'egli ucciso. Entrambi gli ufficiali vennero decorati con la Medaglia d'oro al valor militare alla memoria.
La sezione dell'Associazione Nazionale Combattenti e Reduci di Gallese porta in suo nome, così come gli era stata intitolata una caserma della guardia di finanza di Viterbo.

### Annotazioni
1. ↑  Alla fine del combattimento le perdite italiane ammontavano, oltre ai due ufficiali, a 2 sottufficiali e 16 guide.

### Fonti
1. ↑  Gruppo Medaglie d'Oro al Valor Militare 1965, p. 271.
2. 1 2 3 4 5 6  Combattenti Liberazione.
3. 1 2 3  Tempio Cavalleria Italiana.
4. ↑  Coccia 2008, p. 322.
5. ↑  Sito web del Quirinale: dettaglio decorato.
6. ↑  Bollettino Ufficiale 1949, dispensa 11ª.pag.1602, registrato alla Corte dei conti il 4 maggio 1949, Esercito registro 13, foglio 155.